# Pseudopanthera
Pseudopanthera är ett släkte av fjärilar som beskrevs av Jacob Hübner 1823. Pseudopanthera ingår i familjen mätare.

## Bildgalleri

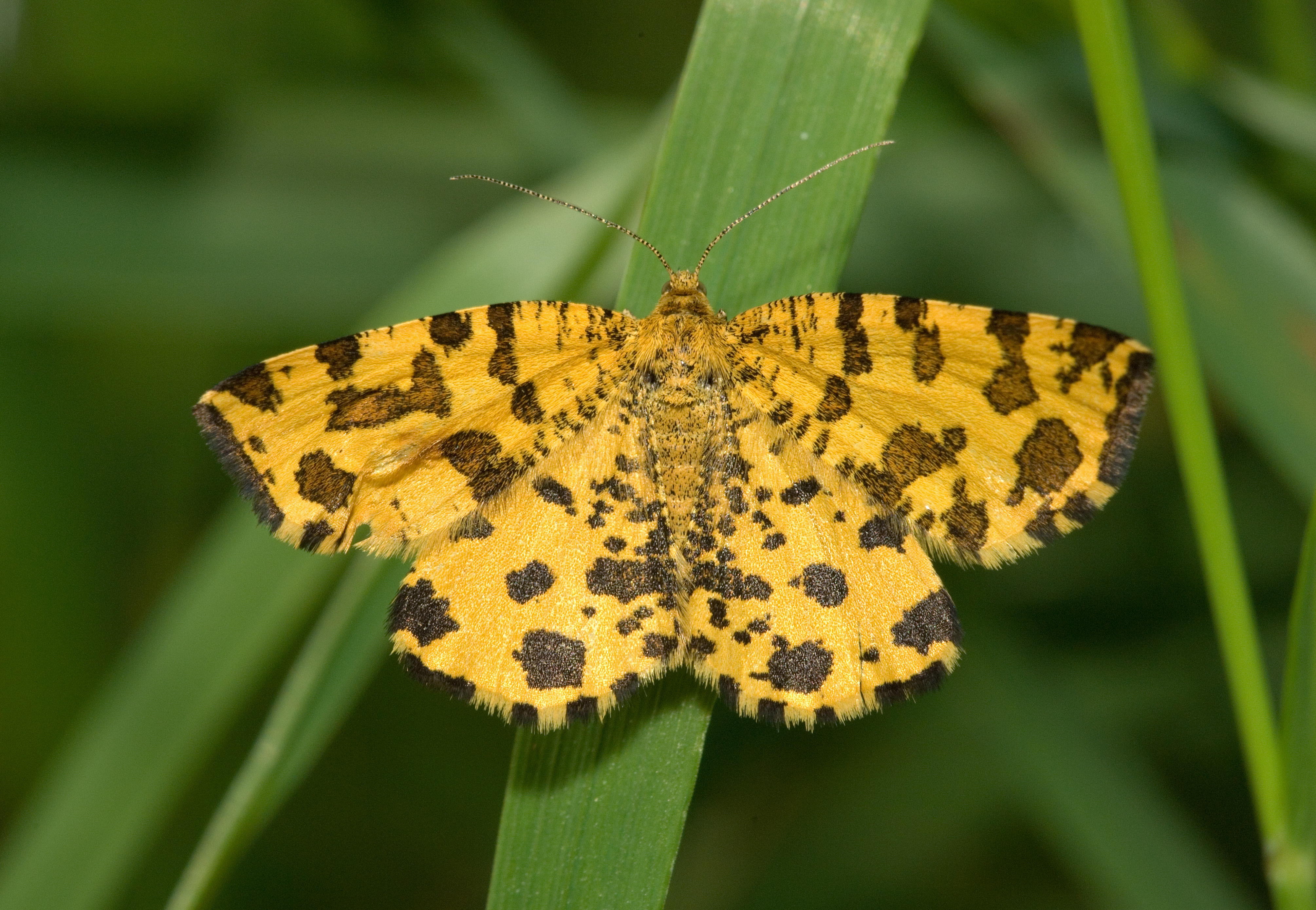
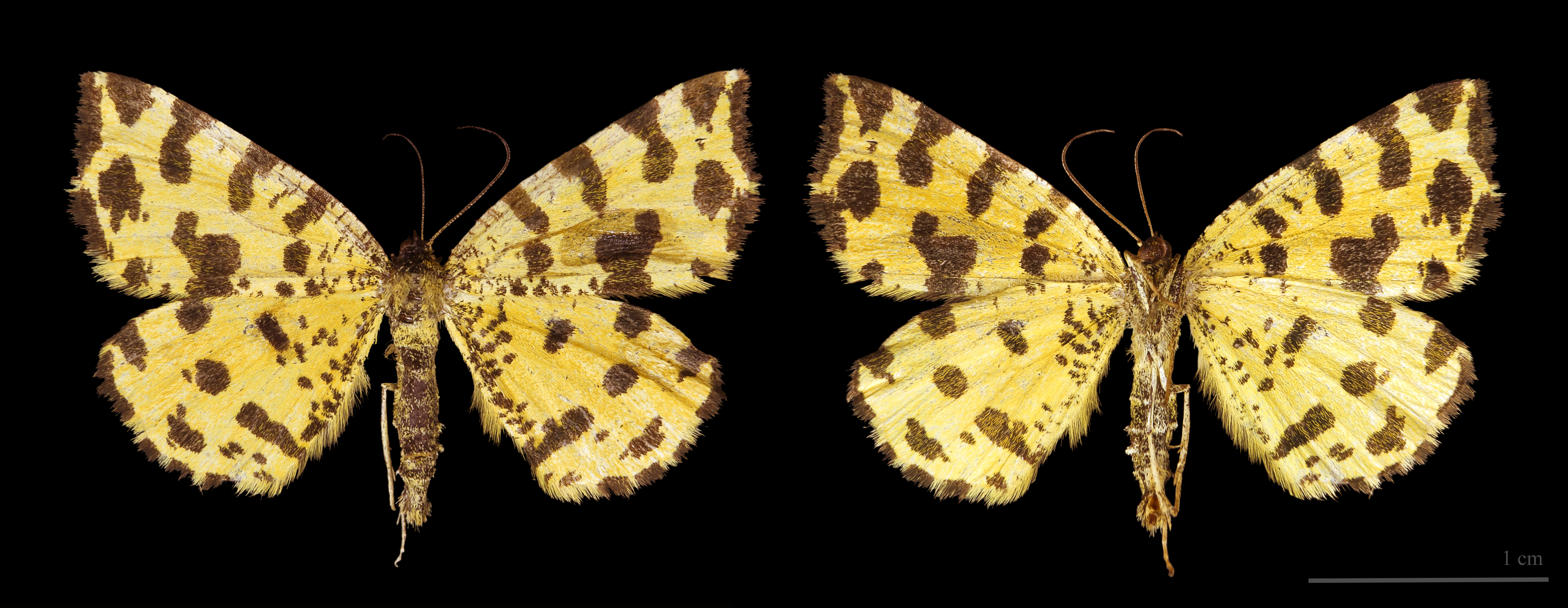

## Dottertaxa tillPseudopanthera, i alfabetisk ordning[1][2]
- Pseudopanthera albicans
- Pseudopanthera argillea
- Pseudopanthera aureoadflava
- Pseudopanthera carata
- Pseudopanthera chrysopteryx
- Pseudopanthera completa
- Pseudopanthera elegans
- Pseudopanthera ennomosaria
- Pseudopanthera flavaria
- Pseudopanthera fuscaria
- Pseudopanthera himalayata
- Pseudopanthera himalayica
- Pseudopanthera himaleyica
- Pseudopanthera interligata
- Pseudopanthera invenustaria
- Pseudopanthera krombholzi
- Pseudopanthera lozonaria
- Pseudopanthera macularia
- Pseudopanthera maculata
- Pseudopanthera meridionalis
- Pseudopanthera nigrescens
- Pseudopanthera oberthuri
- Pseudopanthera parvipunctaria
- Pseudopanthera quadrimaculata
- Pseudopanthera radiata
- Pseudopanthera syriacata
- Pseudopanthera transversaria
- Pseudopanthera triangulum
- Pseudopanthera viridimaculata
- Pseudopanthera xantholeuca
- Pseudopanthera zonata